# Стрингер, Крис
Крис Стрингер (англ. Christopher Brian «Chris» Stringer; род. 31 декабря 1947, Лондон) — британский антрополог, палеоантрополог.
Занимается реконструкцией эволюции современного человека.
«The New York Times» в 2012 году называет его ведущим специалистом в этом вопросе.
Член Лондонского королевского общества (2004) и иностранный член Американского философского общества (2019), профессор, сотрудник лондонского Музея естествознания (с 1973 года).
Окончил Университетский колледж Лондона (бакалавр наук), где учился антропологии. Получил две докторских степени — наук и философии, обе по анатомии — в Бристольском университете.
В 2005—2016 гг. приглашённый профессор в Royal Holloway, University of London.
Член Лондонского общества антикваров (2010).
Удостоен Медали им. Фринка от Зоологического общества Лондона (2008) и Мемориальной медали им. Риверса от Королевского антропологического ин-та Великобритании и Ирландии (2004).
Автор более 200 работ по эволюции человека, монографий The Complete World of Human Evolution, Homo britannicus.
Трое детей. Проживает в Лондоне.